# デニス・シャポバロフ
デニス・シャポバロフ（Denis Shapovalov, ヘブライ語：דניס שפובלוב, ロシア語: Денис Викторович Шаповалов, 1999年4月15日 - ）は、カナダの男子プロテニス選手。イスラエル・テルアビブ出身。ATPツアーでシングルス4勝を挙げている。身長185cm。左利き、バックハンド・ストロークは片手打ち。ATPランキング自己最高位はシングルス10位。ダブルス37位。

## 生い立ち
ソビエト連邦国際テニスチームに所属していた母テッサと父ビクターの間に1999年4月15日に生まれた。シャポバロフの出生時はソビエト連邦の崩壊で国内が混乱していたため家族はイスラエルのテルアビブに移り住むことにした。そこで母親はテニスコーチをすることにして、生計を立てていた。
その後はシャポバロフが1歳の誕生日を迎える前ににイスラエルからカナダへ移住。モントリオールのヴォーンに家族で生活することになった。移住して2週間で母親がテニスコーチの仕事をすることになった「リッチモンドビルカントリークラブ」でシャポバロフは5歳からテニスを始めた。するとすぐにテニスの試合に魅了されて、メキメキと実力をつけていった。母が働きながら指導することは難しかったので、母はテニスコーチの仕事を辞めて、自身でテニスアカデミー「テッサテニス」を開設して、そこで自分の目が行き届くところで息子のシャポバロフと他のジュニアの育成をすることにした。まだコーチとして活躍している。
母親はイスラエル系ユダヤ人で父親はロシア正教徒である。シャポバロフには兄がひとりおり、名はエヴゲニーといい、同じくイスラエルで生まれた。
シャポバロフはロシア語を流暢に話すことができ、ロシア人のコメンテーターともロシア語でインタビューに答えていた。カナダで生活していたため、カナダ英語も当然、堪能である。
現在はバハマのナッソーを拠点に生活しているが、カナダを母国と思っており、カナダ代表としてデビスカップやATPカップなどにも出場している。カナダ人としての市民権も取得している。

## 選手経歴

### ジュニア時代
5歳からテニスを始める。ジュニア時代、2014年全米オープン男子ジュニアダブルスでは同胞のフェリックス・オジェ＝アリアシムと組んで優勝した。ジュニアの自己世界ランキングでは2位を記録した。

### 2016年 プロ転向
2016年ウィンブルドン選手権男子ジュニアシングルスで優勝し、同年にプロに転向する。7月のシティ・オープンでツアーデビューした。ロジャーズ・カップにワイルドカードで出場すると、1回戦でニック・キリオスを7-6(2), 3-6, 6-3で破り、ツアー初白星を挙げた。年間最終ランキングは250位。

### 2017年 最優秀新人賞 トップ50入り
2月のデビスカップ2017イギリス戦では2勝2敗で迎えた最終試合に出場したが、カイル・エドマンドとの試合中にフラストレーションを溜めて観客席に打ち込んだボールが審判の左目を直撃して失格となった。カナダはイギリスに通算2勝3敗で敗れ、シャポバロフは7000ドルの罰金処分を受けた。
3月のガティノーのフューチャーズで優勝すると、2週間後のドラモンビル・チャレンジャーではチャレンジャーツアー初優勝を果たした。7月のウィンブルドン選手権でグランドスラムに初出場し、1回戦でイェジ・ヤノヴィッツに4-6, 6-3, 3-6, 6-7(2)で敗れた。

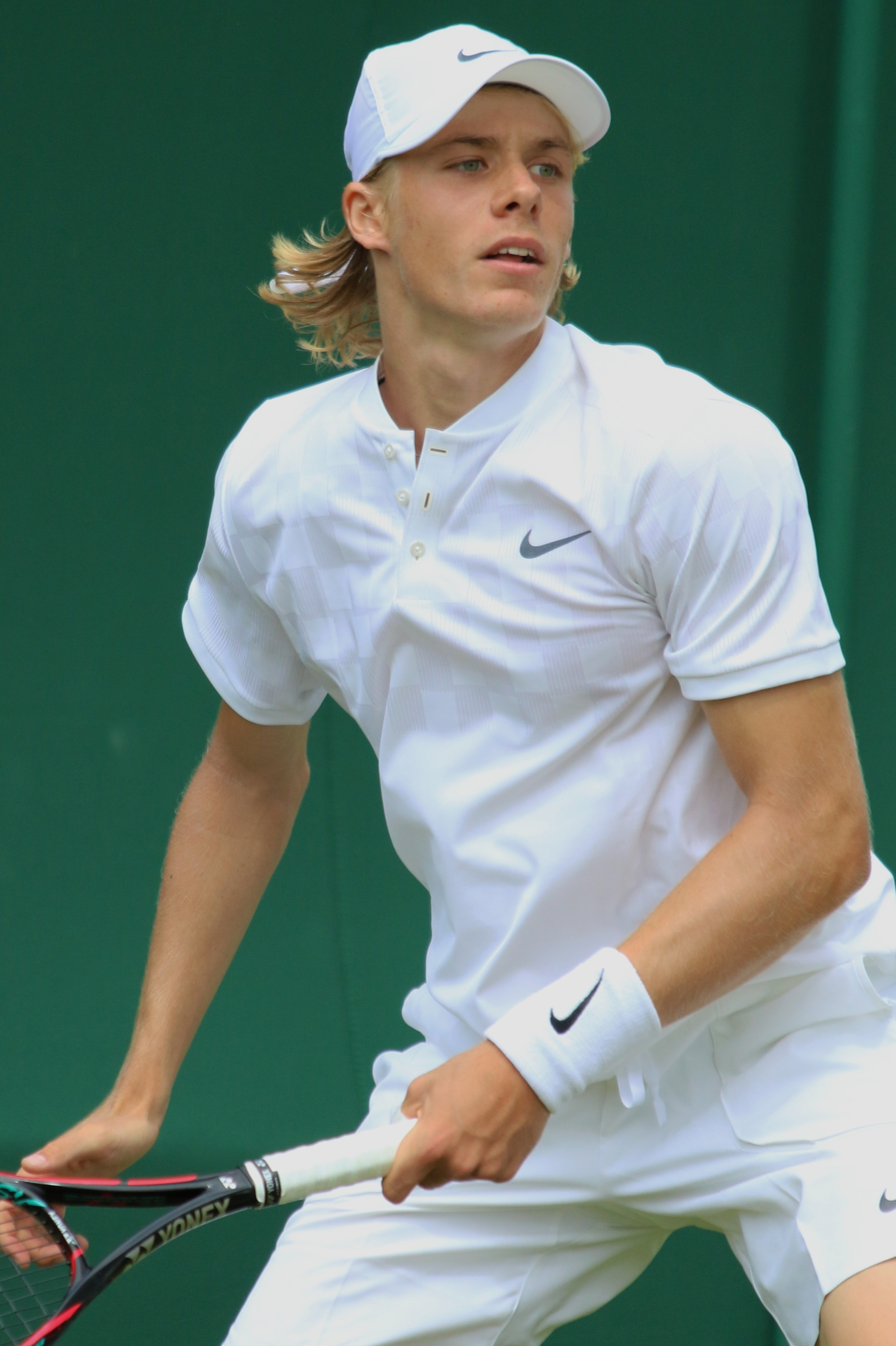
2017年ウィンブルドン選手権でのデニス・シャポバロフ

8月のロジャーズ・カップでは、2回戦で元世界ランキング4位のフアン・マルティン・デル・ポトロを下す金星。3回戦では、第1シードのラファエル・ナダルを3-6, 6-4, 7-6(4)で破る大金星を挙げ、準々決勝ではアドリアン・マナリノに勝利し、ATPツアーおよびマスターズ1000で自身初のベスト4に躍り出た。準決勝では同じく若手のアレクサンダー・ズベレフにストレートで敗れた。
全米オープンでは予選を突破し、本戦2回戦で第8シードのジョー＝ウィルフリード・ツォンガを6-4, 6-4, 7-6で破り4回戦進出。4回戦で第12シードのパブロ・カレーニョ・ブスタに6-7(3), 6-7(4), 6-7(2)で敗れた。10月23日には49位になり、トップ50入りを果たした。11月に、2017年から新設されたネクストジェネレーション・ATPファイナルに21歳以下のレースランキング4位で出場したが、ラウンドロビンで1勝2敗で敗退した。年始に250位だった世界ランキングは最終的に51位で終えた。2017年のATPワールドツアー・アワードで、最優秀新人賞と最も上達した選手賞に選ばれた。

### 2018年 トップ30入り
全豪オープンでは1回戦でステファノス・チチパスをストレートで破り、昨年の全米オープンで破った第15シードのジョー＝ウィルフリード・ツォンガに2回戦でフルセットで敗れた。BNPパリバ・オープンでは1回戦でリカルダス・ベランキスを破るも、2回戦でパブロ・クエバスに敗れた。マイアミ・オープンでは4回戦まで進出して、ボルナ・チョリッチに敗れた。
4月のモンテカルロ・マスターズではチチパスに敗れた。5月のムチュア・マドリード・オープンではマスターズで2度目のベスト4進出を果たしたが、準決勝でアレクサンダー・ズベレフに敗れた。BNLイタリア国際では3回戦まで進んだが、ラファエル・ナダルに敗れた。全仏オープンでは第24シードとして出場し、1回戦でジョン・ミルマンを下すも、2回戦でマクシミリアン・マーテラーに敗退。

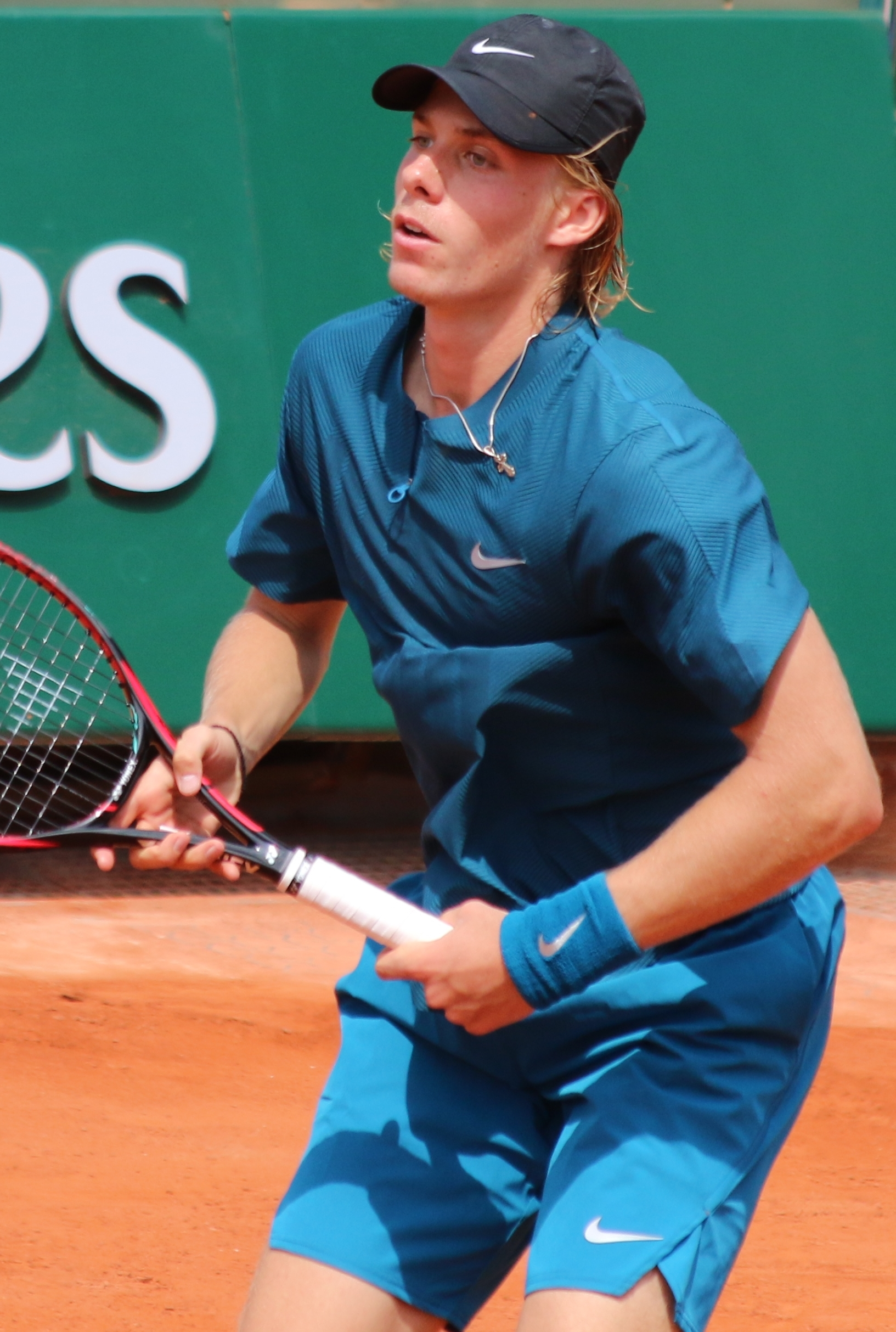
2018年全仏オープンでのデニス・シャポバロフ

ウィンブルドン選手権では第26シードとして出場。1回戦でジェレミー・シャルディーを破るも、2回戦ではブノワ・ペールに敗れた。
シティ・オープンでは初戦でダニール・メドベージェフを破るが錦織圭に2回戦で敗れた。ナショナル・バンク・オープンでは3回戦でロビン・ハーセに敗退。ウエスタン・アンド・サザン・オープンでは3回戦でミロシュ・ラオニッチに敗れた。全米オープンでは第28シードとして出場したが1回戦でフェリックス・オジェ＝アリアシム(不戦勝)、2回戦でアンドレアス・セッピを下したが、3回戦でケビン・アンダーソンに敗戦。

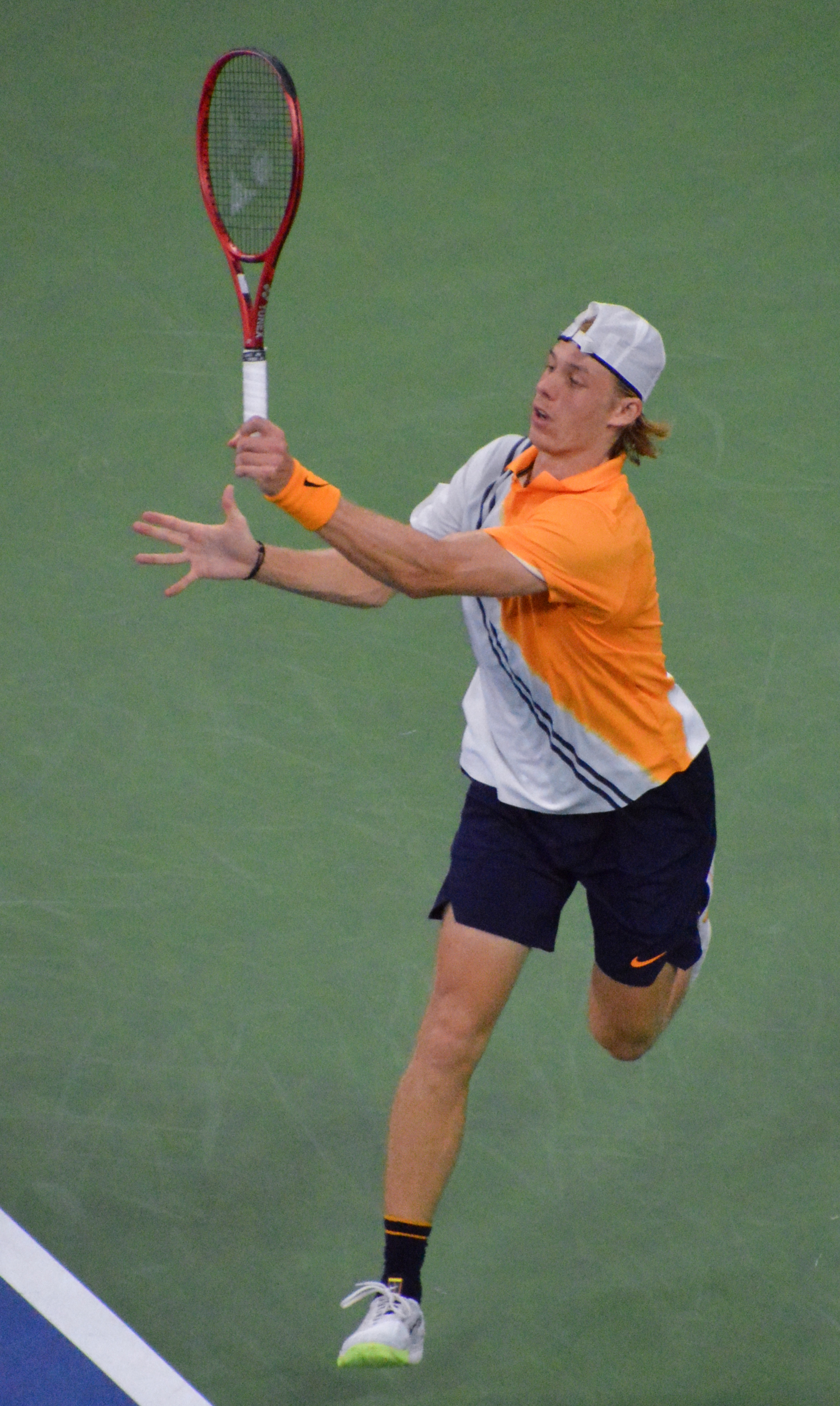
2018年全米オープンでのデニス・シャポバロフ

ジャパン・オープン・テニス選手権では鄭現、スタン・ワウリンカらを制してベスト4入りしたが、準決勝ではメドベージェフに敗れた。パリ・マスターズではリシャール・ガスケに初戦敗退。年間最終ランキングは27位。

### 2019年 ツアー初優勝 マスターズ準優勝 トップ15入り
全豪オープンでは3回戦でノバク・ジョコビッチに敗れた。BNPパリバ・オープンでは2回戦でマリン・チリッチに勝利したが、3回戦ではホベルト・ホルカシュに敗れた。マイアミ・オープンではアンドレイ・ルブレフ、ステファノス・シチパス、フランシス・ティアフォーらを破り、ベスト4入りをしたが、準決勝ではロジャー・フェデラーに敗れた。ロハン・ボパンナと組んだダブルスではベスト8進出を果たした。
クレーシーズンではモンテカルロ・マスターズ、バルセロナ・オープン、マドリード・オープンでは初戦敗退。BNLイタリア国際ではパブロ・カレーニョ・ブスタに勝利したが、2回戦ではジョコビッチに敗れた。全仏オープンでは第20シードとして出場したが、ヤン＝レナード・ストルフに初戦敗退。
芝シーズンになるとメルセデス・カップに出場したが、こちらも初戦でストルフに敗れたが、ダブルスでは準優勝。クイーンズ・クラブ選手権ではフアン・マルティン・デル・ポトロに初戦敗退。ウィンブルドン選手権では第29シードとして出場したが、リカルダス・ベランキスに初戦敗退。

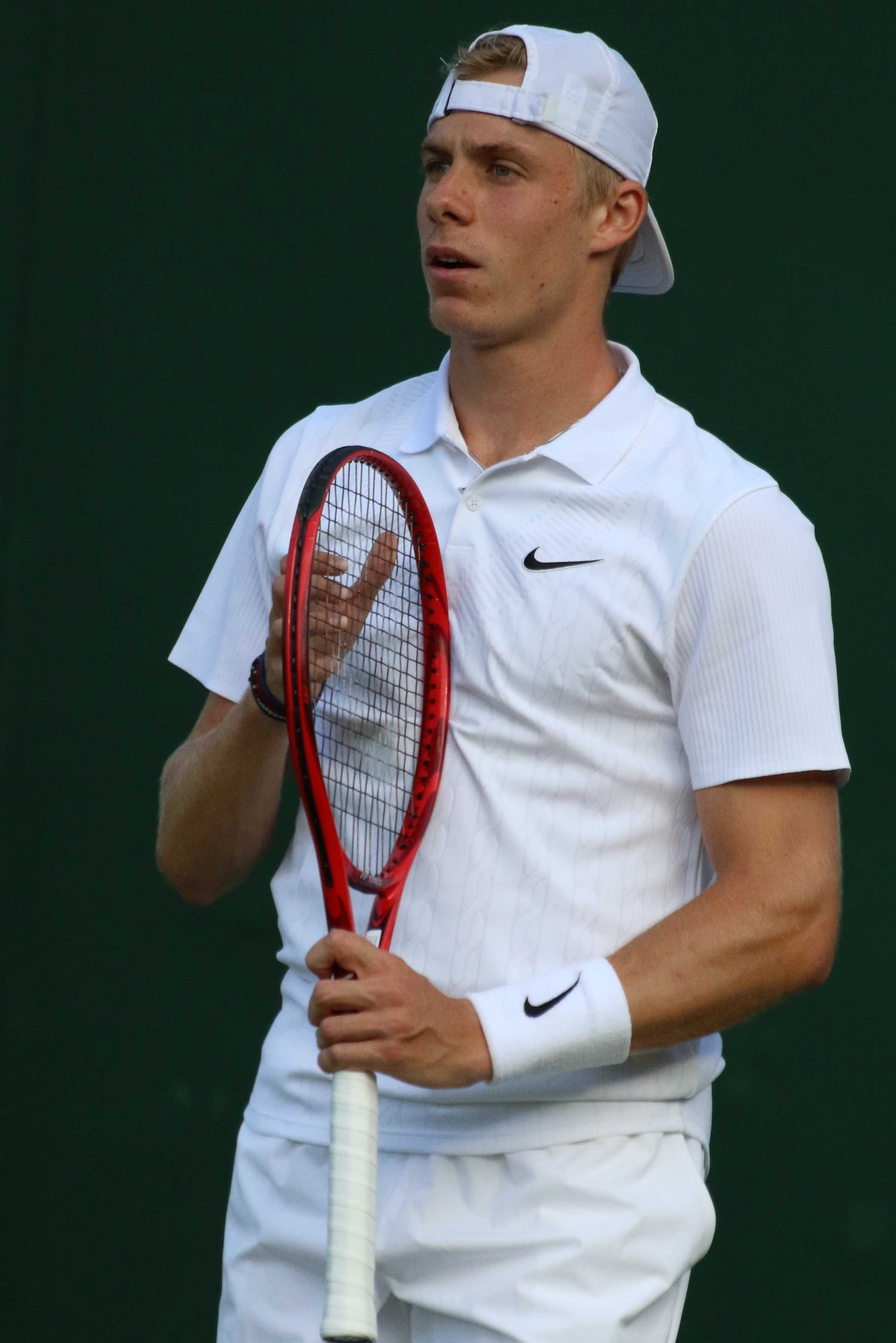
2019年ウィンブルドンでのデニス・シャポバロフ

ナショナル・バンク・オープンでは2回戦でドミニク・ティームに敗れたが、同大会のダブルスではベスト4入り。ウエスタン・アンド・サザン・オープンでは2回戦でリュカ・プイユに敗れた。ウィンストン・セーラム・オープンではベスト4入りするも、ホルカシュに敗れた。全米オープンでは第18シーズンとして出場。1回戦で同胞のオジェ＝アリアシムを破り、3年連続の3回戦進出を果たした。3回戦でガエル・モンフィスと対戦し、7-6(5), 6-7(4), 4-6, 7-6(6), 3-6のフルセットの熱戦の末に敗れた。
レーバー・カップでは世界選抜で出場してティームにシングルスで敗れた。ジャック・ソックと組んだダブルスではロジャー・フェデラー/アレクサンダー・ズベレフ組に敗れた。

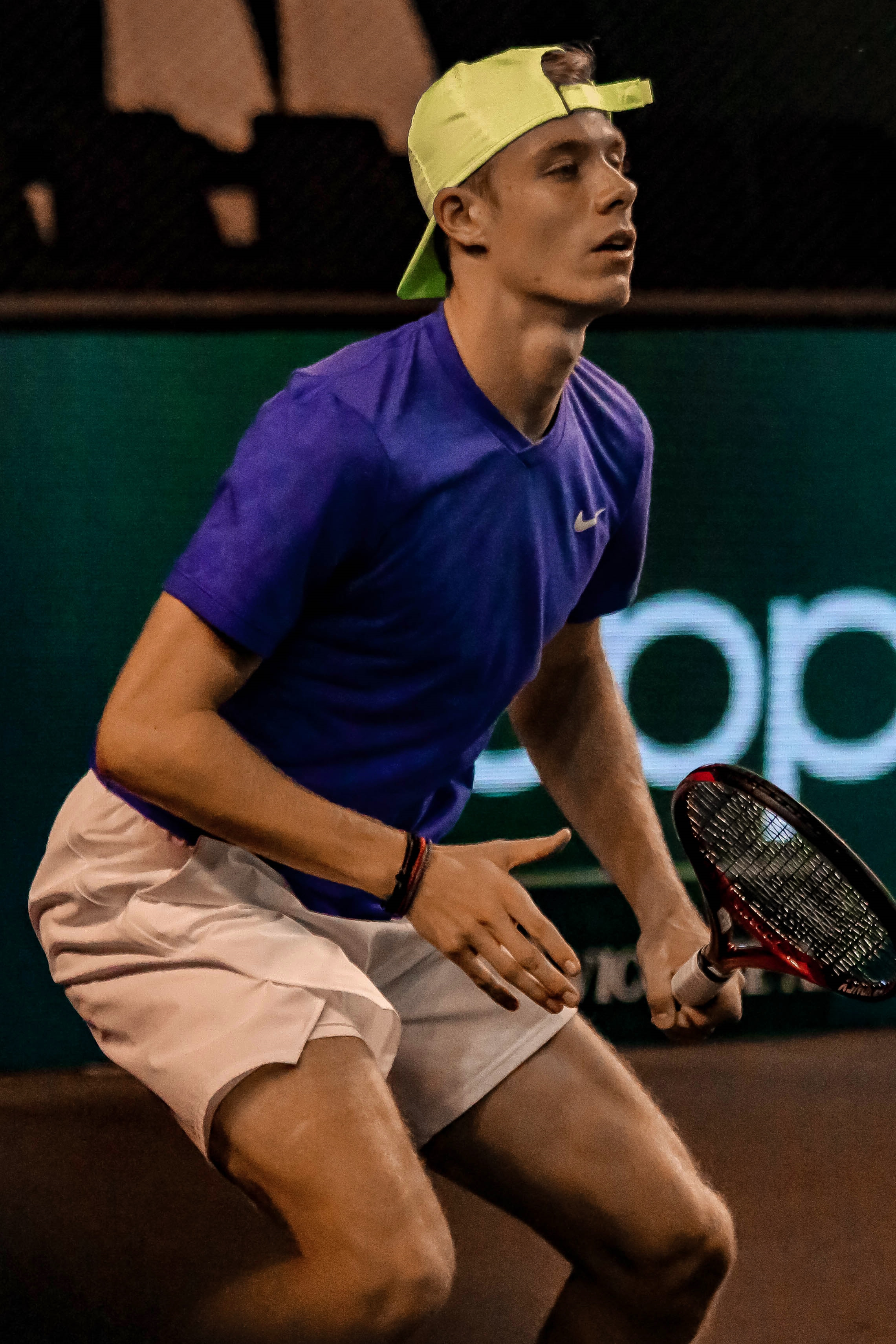
2019年パリ・マスターズでのデニス・シャポバロフ

10月のストックホルム・オープンでツアー初優勝を果たす。ATPマスターズ年間最終戦であるパリ・マスターズではアレクサンダー・ズベレフらを下して決勝に進出、ノバク・ジョコビッチに3-6, 4-6で敗れたが、世界ランキングが15位に更新した。年間最終ランキングは15位。

### 2020年 全米ベスト8 トップ10入り
年始の新設されたATPカップではカナダのエースとして出場。予選のグループステージでギリシャのステファノス・チチパス、ドイツのアレクサンダー・ズベレフを破る奮闘を見せる。オーストラリアのアレックス・デミノーには敗れたが、チームは予選通過してベスト8入り。準々決勝ではノバク・ジョコビッチ率いるセルビアに敗退。
全豪オープンでは第13シードとして出場するも、マートン・フチョビッチに初戦敗退。ウエスタン・アンド・サザン・オープンでは3回戦でヤン＝レナード・ストルフに敗れた。全米オープンでは第12シードとして出場。3回戦でテイラー・フリッツ、4回戦でダビド・ゴファンらを破り、グランドスラムで初めてベスト8に進出。準々決勝でパブロ・カレーニョ・ブスタに敗れた。ダブルスでもベスト8入り。
BNLイタリア国際ではユーゴ・アンベール、グリゴール・ディミトロフらを破り、ベスト4入り。準決勝でディエゴ・シュワルツマンに敗れるも、大会後のランキングで10位となりトップ10入りを果たす。全仏オープンでは2回戦敗退。サンクトペテルブルク・オープンではスタン・ワウリンカを破り、ベスト4入り。準決勝でアンドレイ・ルブレフに敗れた。ATPファイナルズには補欠してレースランキングに残ったが、出番はなかった。年間最終ランキングは12位。

### 2021年 ウィンブルドンベスト4

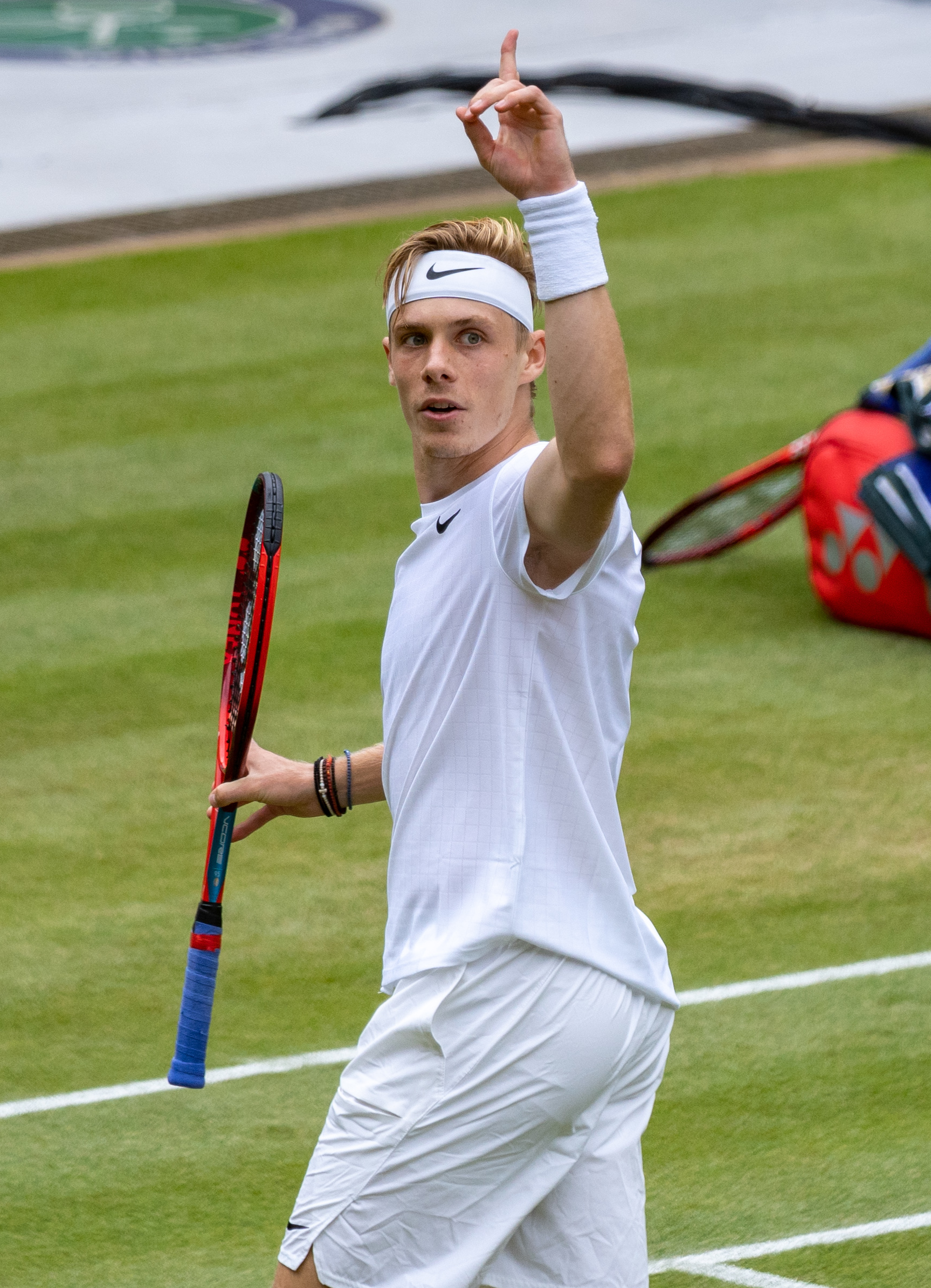
2021年ウィンブルドン選手権でのデニス・シャポバロフ(1)

全豪オープンでは第11シードとして出場。1回戦でヤニック・シナーをフルセットで破り、2回戦ではバーナード・トミックをストレートで破る。3回戦では同胞のカナダの期待の新鋭であるフェリックス・オジェ＝アリアシムにストレートで敗退。マイアミ・オープンでは同大会で制するホベルト・ホルカシュに3回戦敗退。
マドリード・オープンでは3回戦でアレクサンダー・ブブリクに敗れた。BNLイタリア国際では3回戦進出するも、クレーキングラファエル・ナダル相手に1セットを奪う奮闘を見せるも逆転で敗退。ジュネーブ・オープンでは今季初のツアー決勝進出。決勝ではキャスパー・ルードに敗れ、準優勝。
ウィンブルドンでは3回戦で元世界ランキング1位の復帰したアンディ・マリーをストレートで勝利し、4回戦では2019年同大会でベスト4入りしたロベルト・バウティスタ・アグートでストレート、準々決勝ではカレン・ハチャノフをフルセットでそれぞれ破り、自身初のグランドスラムベスト4入りを果たした。準決勝では第1シードのノバク・ジョコビッチにストレートで敗れたが、この活躍により、トップ10に返り咲いた。

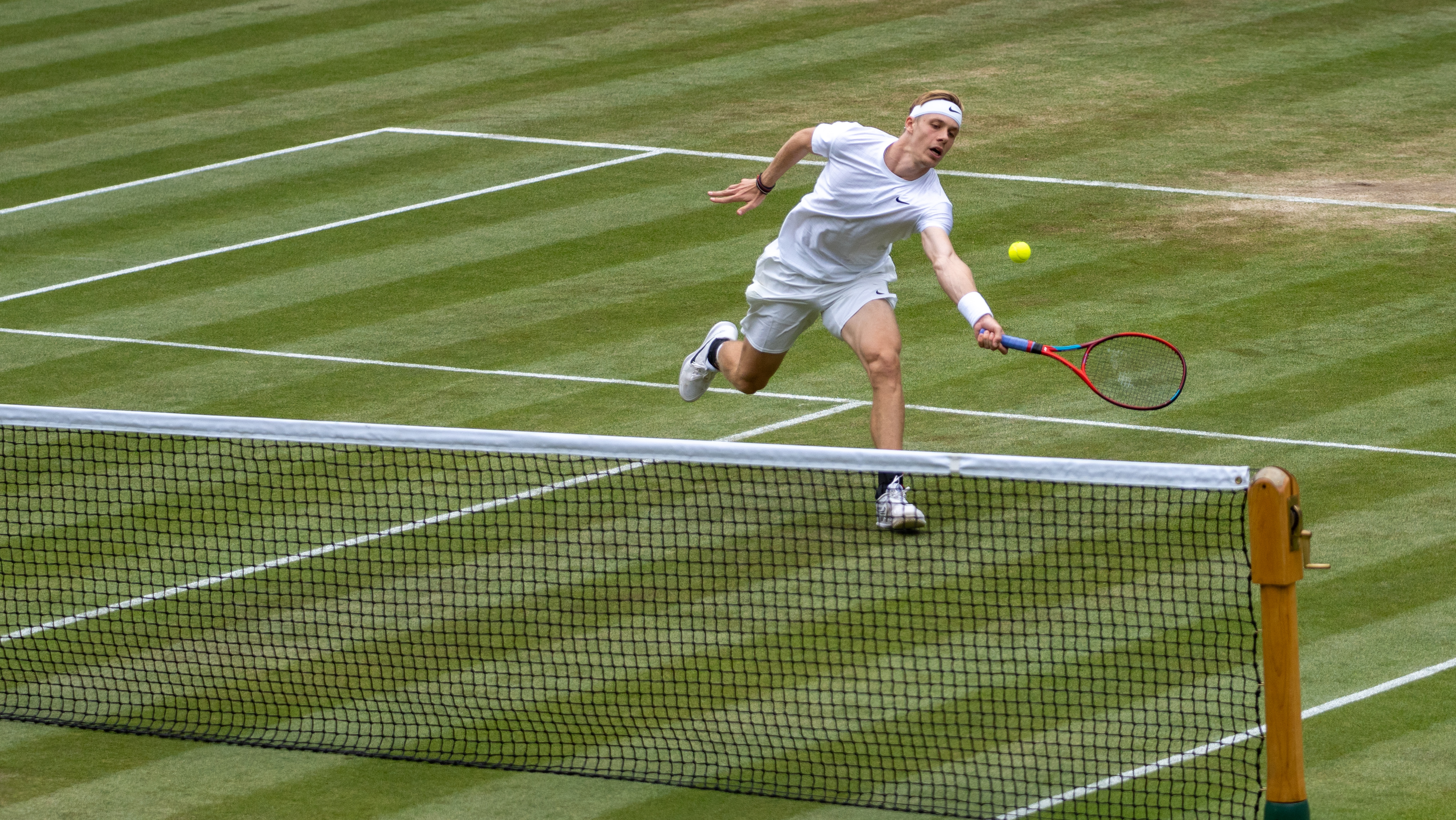
2021年ウィンブルドン選手権でのデニス・シャポバロフ(2)

全米オープンでは3回戦でロイド・ハリスに敗退。レーバー・カップには世界選抜として出場。シングルスでダニール・メドベージェフに敗れるも、ダブルスではジョン・イズナーと組み、アレクサンダー・ズベレフ/マッテオ・ベレッティーニ組に勝利。次のライリー・オペルカと組んだアレクサンダー・ズベレフ/アンドレイ・ルブレフ組には敗れた。
BNPパリバ・オープンでは3回戦でアスラン・カラツェフに敗退。2019年にツアー初優勝を遂げたストックホルム・オープンでは決勝進出。決勝ではトミー・ポールに敗れて準優勝。年間最終ランキングは14位。

### 2022年 全豪ベスト8 ATP杯初優勝 デビス杯初優勝
年始のATPカップでは母国カナダの2番手としてチームを決勝に導き、スペインを破り優勝を果たした。
全豪オープンでは3回戦まで毎試合セットを取られながらも勝ち抜くと、4回戦で第3シードのアレクサンダー・ズベレフを6-3, 7-6(5), 6-3のストレートで破り、ベスト8入り。準々決勝では第6シードのラファエル・ナダル相手に2セットダウンからカムバックしたが、最後は振り切られて3-6, 4-6, 6-4, 6-3, 3-6で惜敗した。
カタール・エクソンモービル・オープンではインドのロハン・ボパンナと組み、ダブルスツアー2度目の準優勝。ドバイ・テニス選手権ではベスト4入り。

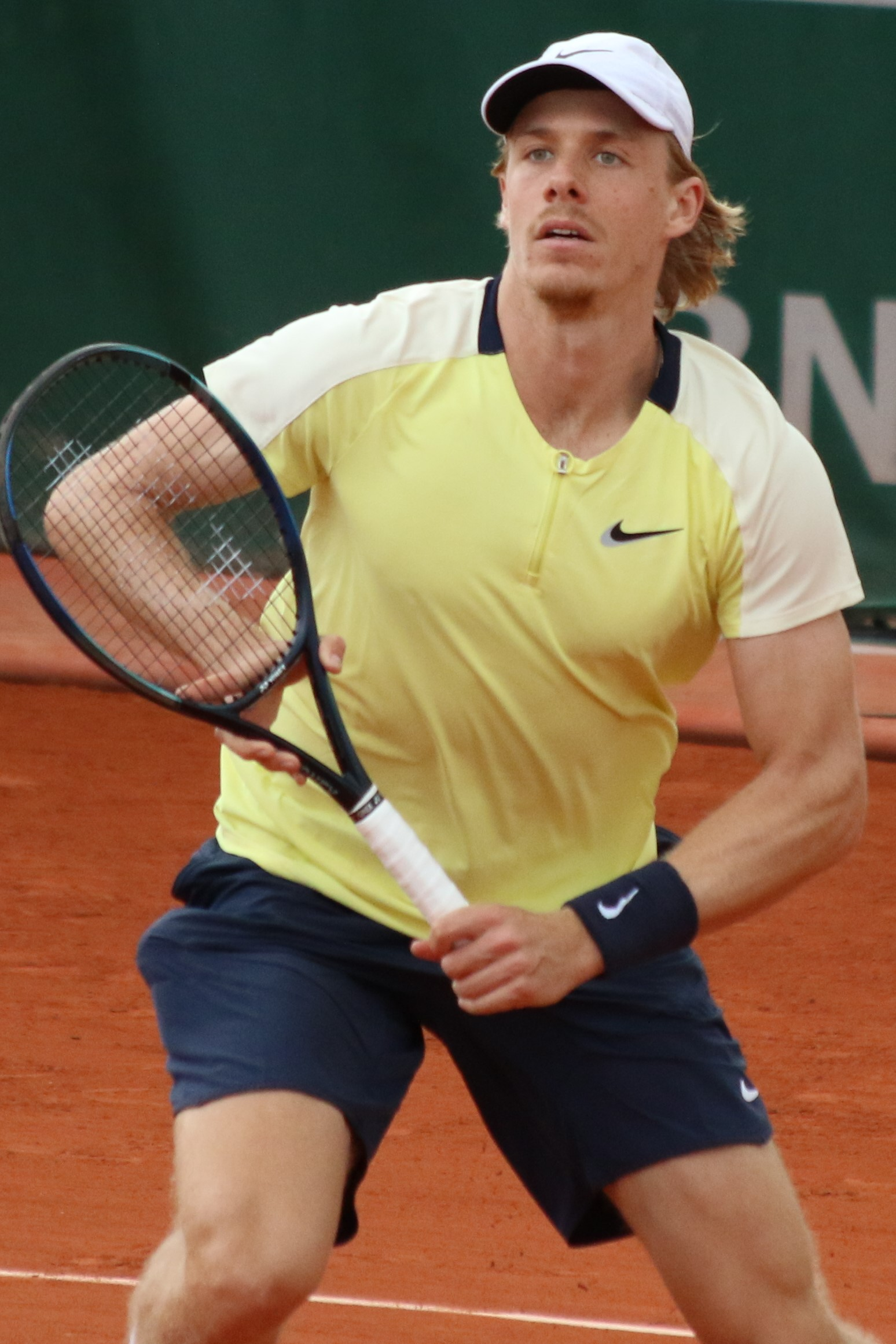
2022年全仏オープンでのデニス・シャポバロフ

マドリード・オープンでは2回戦でアンディ・マリーに1-6, 6-3, 2-6で敗退。ローマ・マスターズでは3回戦でラファエル・ナダルを1-6, 7-5, 6-2の逆転で破るも、準々決勝でキャスパー・ルードに6-7(7), 5-7に敗れた。全仏オープンでは第14シードとして出場するも、ホルガ・ルーネに3-6, 1-6, 6-7(4)のストレートで初戦敗退。
シュトゥットガルト・オープンとクイーンズ・クラブ選手権ではダブルスでベスト4入り。ウィンブルドン選手権では第13シードとして出場。1回戦でアーサー・リンダークネッシュを6-1, 6-7(6), 6-7(4), 6-4, 6-1のフルセットで勝利するも、2回戦でブランドン・ナカシマに2-6, 6-4, 1-6, 6-7(8)に敗れた。
ナショナル・バンク・オープンではアレックス・デミノーに5-7, 6-7(4)で初戦敗退。ウエスタン・アンド・サザン・オープンでは3回戦でダニール・メドベージェフに5-7, 5-7で敗れた。全米オープンでは第19シードとして出場。3回戦で第9シードのアンドレイ・ルブレフに4-6, 6-2, 7-6(3), 4-6, 6-7(7)のフルセットの末に敗れた。韓国オープンでは決勝で西岡良仁に4-6, 6-7(5)で敗れ、準優勝。ジャパン・オープンではベスト4入り。準決勝でテイラー・フリッツに3-6, 7-6(5), 3-6で敗れた。エルステ・バンク・オープンでは決勝でメドベージェフに6-4, 3-6, 2-6で敗れて、今季2度目の準決勝。
デビスカップ2022ではデビスカップカナダ代表の一員として参戦して、決勝でデビスカップオーストラリア代表を下して、チームの優勝に貢献した。年間最終ランキングは18位。

### 2023年 怪我に見舞われる
1月、アデレード国際ではベスト8進出。準々決勝ではノバク・ジョコビッチを3-6, 4-6のストレートで敗れた。第20シードとして迎えた全豪オープンでは1回戦でドゥシャン・ラヨビッチに6-4, 4-6, 6-4, 6-1、2回戦ではダニエル太郎に6-3, 7-6(3), 7-5のストレートで下すも、3回戦では第10シードのホベルト・ホルカシュに6-7(3), 4-6, 6-1, 6-4, 3-6のフルセットで敗れた。
2月、ダラス・オープンでは吴易昺に初戦敗退。デルレイビーチ・オープンではマイケル・モーに初戦敗退。
3月、アカプルコでは2回戦でテイラー・フリッツに4-6, 4-6で敗れた。BNPパリバ・オープンではウゴ・アンベールに5-7, 4-6で初戦敗退。マイアミ・オープンでは2回戦でフリッツに4-6, 4-6のストレートで敗れた。
4月、バルセロナ・オープンでは2回戦でステファノス・チチパスに3-6, 2-6のストレートで敗れた。マドリード・オープンでは張之臻に7-6(4), 4-6, 6-7(1)で初戦敗退。その後膝痛のため、ローマ・マスターズを欠場。
6月、全仏オープンでは3回戦で第1シードのカルロス・アルカラスに1-6, 4-6, 2-6のストレートで敗れた。
7月、ウィンブルドン選手権では4回戦進出をするも、4回戦でロマン・サフィウリンに6-3, 3-6, 1-6, 3-6の逆転で敗れ、ベスト8進出を逃した。
大会後には膝の怪我により、シーズンを早めに終了させた。年間最終ランキングは109位。

### 2024年 ツアー2勝目
昨年の2023年ウィンブルドン選手権以来となるASBクラシックにて復帰を果たすも、ゼバスティアン・オフナーに4-6, 2-6のストレートで敗れ、約6ヶ月ぶりのツアー復帰戦を白星で飾ることはできなかった。迎えた全豪オープンではヤクプ・メンシークに3-6, 5-7, 5-7のストレートで初戦敗退となった。
マイアミ・オープン2回戦ではステファノス・チチパスに6-2, 6-4のストレートで勝利する。マドリード・オープン2回戦でも昨年の2023年ウィンブルドン選手権以来となるASBクラシックにて復帰を果たすも、トマス・マルティン・エチェベリーに7-6(3), 6-3のストレートで破り、3回戦進出。
11月、セルビア・オープンでは予選から6試合制して、決勝進出。決勝では地元のハマド・メジェドビッチを6-4, 6-4のストレートで下して、2019年10月以来となるツアー優勝を果たし、ツアー2勝目を挙げた。膝のケガで昨年後半を棒に振って復帰後も一時世界ランキングを140位まで落としたが、この結果で56位に浮上した。年間最終ランキングは56位。

### 2025年 ツアー4勝目
1月、全豪オープンでは1回戦でロベルト・バウティスタ・アグートを3-6, 6-4, 6-4, 7-6(8)の逆転で破り、初戦突破するも、2回戦ではロレンツォ・ムゼッティに6-7(3), 6-7(6), 2-6のストレートで敗退。
2月、アメリカで行われたATPツアー500の2025年ダラス・オープンにおいて、ATPツアー500オープンを初となるタイトルを挙げることとなる。ノーシードで出場した初戦ではミオミル・ケツマノビッチとの対戦となり6-3, 6(5)-7, 6-3のフルセットの接戦を制し、本オープン初の初戦突破となる。次戦は第1シードのテイラー・フリッツとの顔合わせとなる。こちらも2-6, 6-3, 7-6(2)のフルセットのタフマッチを制しベスト8進出を果たし、第6シードのトーマス・マハーチを7-6(5), 6-0、第3シードのトミー・ポール (テニス選手) を7-5, 6-3のストレートでそれぞれ勝利を果たし、本オープン初の決勝進出を遂げた。決勝では第2シードのキャスパー・ルードと初の対戦となるが、7-6(5), 6-3のストレートを制し、ATPツアー500初となるタイトルを挙げた。世界ランキングは54位から32位まで回復。
3月、アカプルコではベスト4進出。準決勝ではアレハンドロ・ダビドビッチ・フォキナに6-7(3), 6-7(1)のストレートで敗退。BNPパリバ・オープンでは3回戦進出するも、カルロス・アルカラスに6-2, 6-4のストレートで敗れた。マイアミ・オープンではフリッツに5-7, 3-6のストレートで敗れ、3回戦敗退。
6月、芝シーズンになり、ボス・オープンではアーサー・リンダークネッシュに4-6, 6-2, 0-6で初戦敗退。テラ・ヴォートマン・オープンではフラビオ・コボッリに6-7(2), 6-4, 6-7(5)の熱戦の末に2回戦で敗れた。
7月、ウィンブルドン選手権では第27シードとして出場するも、マリアーノ・ナヴォーネに6-3, 4-6, 1-6, 4-6の逆転で敗れ、初戦敗退となった。ミフェル・テニス・オープン by テルセル・オッポでは決勝でアレクサンダル・コバチェビッチに6-4, 6-2のストレートで快勝し、大会初優勝を飾るとともに、ツアー4勝目を挙げた。シャポバロフは表彰式でコバチェビッチに「コバチェビッチが素晴らしい1週間を過ごしたことを祝福したい。君は本当に素晴らしい選手だと思う。君のプレーは素晴らしい。もちろん、僕たち片手バックハンドの選手は団結して戦わないといけないね。君のプレーを見るのは本当に楽しいよ」と語りかけた。

## プレースタイル

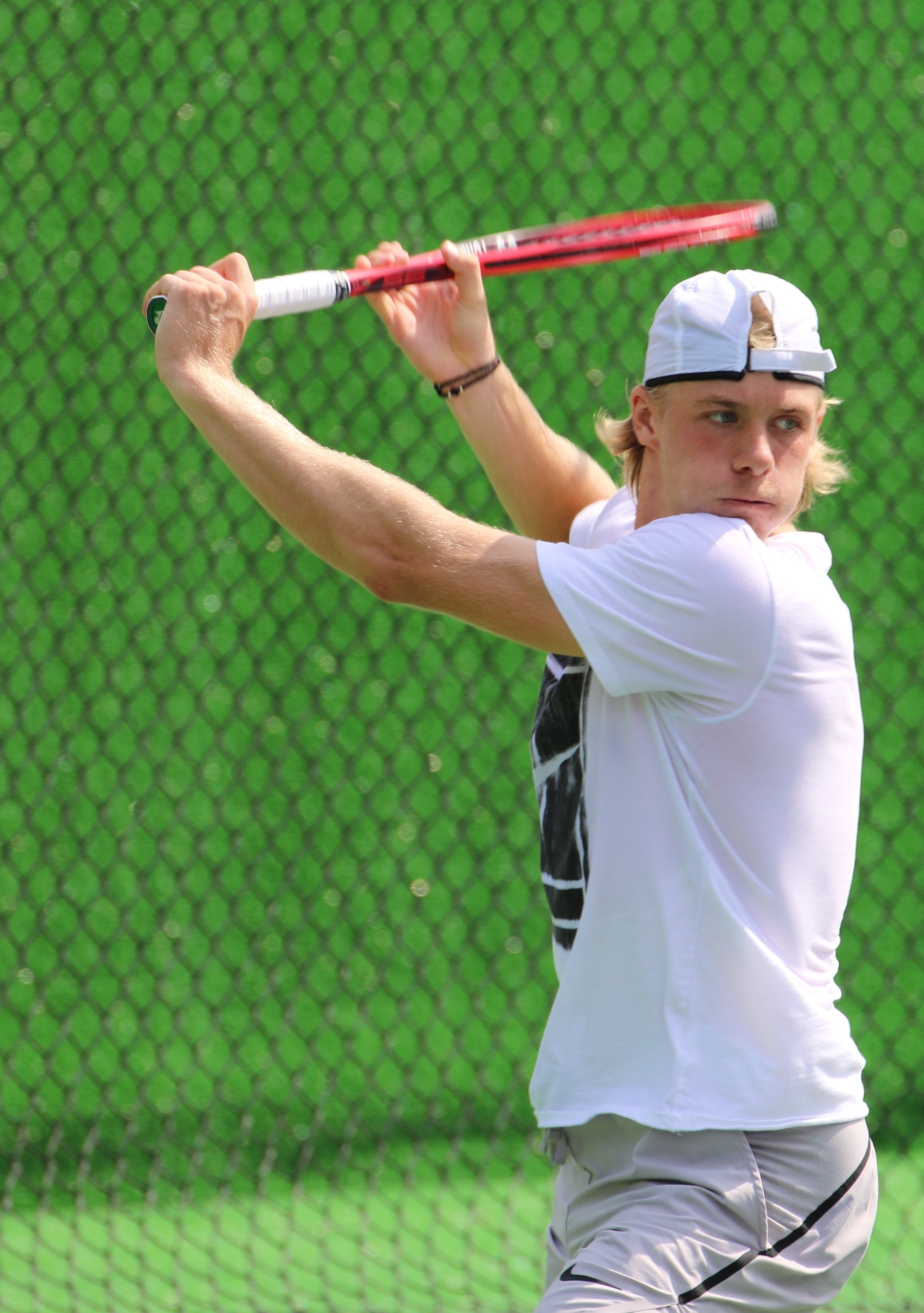
デニス・シャポバロフの片手バックハンド時のテイクバック

片手バックハンドには珍しい、躍動感あふれるジャンピングショットが印象的なアグレッシブベースライナー。名コーチとして知られるダレン・ケーヒルは、シャポバロフを同じく片手バックハンドを武器とするスタン・ワウリンカと比較し、柔軟性とスイングスピードがパワーを生み出す要素だと指摘した。フォアハンドにも力があり、ラリーを制した後、特に早いサーフェスではネットプレーを仕掛ける。サーブアンドボレーも多用する。サーブについて、ブラッド・ギルバートから、角度とスピンの軌道が同じサウスポーのジョン・マッケンローと類似していると分析された。

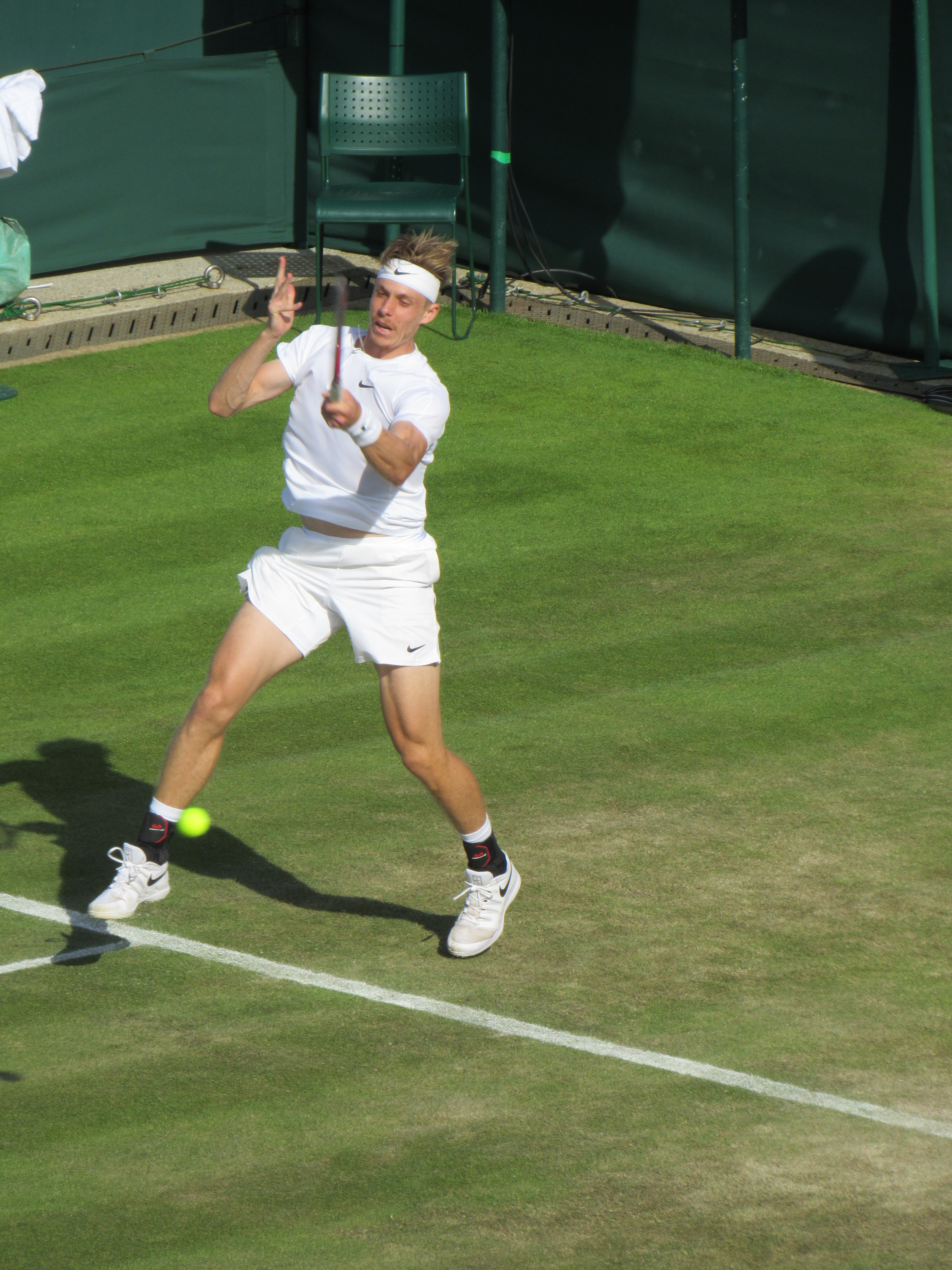
デニス・シャポバロフのフォアハンドストローク

攻撃的な故、アンフォーストエラーも多くなることがある。必要に応じて抑制しているが、攻撃的なプレーが自分がテニスを楽しむ術だと断言している。

## 主要大会決勝

### マスターズ1000

#### シングルス:1 (準優勝1)
| 結果   | 年     | 大会 | サーフェス    | 対戦相手             | スコア   |
| ------ | ------ | ---- | ------------- | -------------------- | -------- |
| 準優勝 | 2019年 | パリ | ハード (室内) | ノバク・ジョコビッチ | 3-6, 4-6 |

## ATPツアー決勝進出結果

### シングルス: 9回 (4勝5敗)
| 大会グレード                    |
| グランドスラム (0–0)            |
| ATPファイナルズ (0–0)           |
| ATPツアー・マスターズ1000 (0–1) |
| ATPツアー500 (1–1)              |
| ATPツアー250 (3–3)              |

| サーフェス別タイトル |
| ハード (4–4)         |
| クレー (0–1)         |
| 芝 (0–0)             |

| 結果   | No. | 決勝日         | 大会           | サーフェス    | 対戦相手                       | スコア        |
| ------ | --- | -------------- | -------------- | ------------- | ------------------------------ | ------------- |
| 優勝   | 1.  | 2019年10月20日 | ストックホルム | ハード (室内) | フィリプ・クライノビッチ       | 6-4, 6-4      |
| 準優勝 | 1.  | 2019年11月3日  | パリ           | ハード (室内) | ノバク・ジョコビッチ           | 3-6, 4-6      |
| 準優勝 | 2.  | 2021年5月23日  | ジュネーヴ     | クレー        | キャスパー・ルード             | 6-7(6-8), 4-6 |
| 準優勝 | 3.  | 2021年11月14日 | ストックホルム | ハード (室内) | トミー・ポール                 | 4-6, 6-2, 4-6 |
| 準優勝 | 4.  | 2022年10月2日  | ソウル         | ハード        | 西岡良仁                       | 4-6, 6-7(5-7) |
| 準優勝 | 5.  | 2022年10月30日 | ウィーン       | ハード (室内) | ダニール・メドベージェフ       | 6-4, 3-6, 2-6 |
| 優勝   | 2.  | 2024年11月9日  | ベオグラード   | ハード (室内) | ハマド・メジェドビッチ         | 6-4, 6-4      |
| 優勝   | 3.  | 2025年2月10日  | ダラス         | ハード (室内) | キャスパー・ルード             | 7-6(7-5), 6-3 |
| 優勝   | 4.  | 2025年7月20日  | ロス・カボス   | ハード        | アレクサンダル・コバチェビッチ | 6-4, 6-2      |

### ダブルス: 2回 (0勝2敗)
| 大会グレード                    |
| グランドスラム (0–0)            |
| ATPファイナルズ (0–0)           |
| ATPツアー・マスターズ1000 (0–0) |
| ATPツアー500 (0–0)              |
| ATPツアー250 (0–2)              |

| サーフェス別タイトル |
| ハード (0–1)         |
| クレー (0–0)         |
| 芝 (0–1)             |

| 結果   | No. | 決勝日        | 大会               | サーフェス | パートナー       | 対戦相手                                  | スコア        |
| ------ | --- | ------------- | ------------------ | ---------- | ---------------- | ----------------------------------------- | ------------- |
| 準優勝 | 1.  | 2019年6月16日 | シュトゥットガルト | 芝         | ロハン・ボパンナ | ジョン・ピアース ブルーノ・ソアレス       | 5-7, 3-6      |
| 準優勝 | 2.  | 2022年2月18日 | ドーハ             | ハード     | ロハン・ボパンナ | ウェスリー・クールホフ ニール・スクプスキ | 6-7(4-7), 1-6 |

## 成績
略語の説明
| W | F | SF | QF | #R | RR | Q# | LQ | A | Z# | PO | G | S | B | NMS | P | NH |

W=優勝, F=準優勝, SF=ベスト4, QF=ベスト8, #R=#回戦敗退, RR=ラウンドロビン敗退, Q#=予選#回戦敗退, LQ=予選敗退, A=大会不参加, Z#=デビスカップ/BJKカップ地域ゾーン, PO=デビスカップ/BJKカッププレーオフ, G=オリンピック金メダル, S=オリンピック銀メダル, B=オリンピック銅メダル, NMS=マスターズシリーズから降格, P=開催延期, NH=開催なし.

### グランドスラム
| 大会           | 2017 | 2018 | 2019 | 2020 | 2021 | 2022 | 2023 | 2024 | 2025 | 通算成績 |
| -------------- | ---- | ---- | ---- | ---- | ---- | ---- | ---- | ---- | ---- | -------- |
| 全豪オープン   | A    | 2R   | 3R   | 1R   | 3R   | QF   | 3R   | 1R   | 2R   | 12–8     |
| 全仏オープン   | Q1   | 2R   | 1R   | 2R   | A    | 1R   | 3R   | 3R   | 2R   | 7–7      |
| ウィンブルドン | 1R   | 2R   | 1R   | NH   | SF   | 2R   | 4R   | 3R   | 1R   | 11–8     |
| 全米オープン   | 4R   | 3R   | 3R   | QF   | 3R   | 3R   | A    | 1R   |      | 15–7     |
| 合計           | 3–2  | 5–4  | 4–4  | 5–3  | 9–3  | 7–4  | 7–3  | 4–4  | 2–3  | 45–30    |

### 大会最高成績
| 大会                     | 成績 | 年               |
| ------------------------ | ---- | ---------------- |
| ATPファイナルズ          | Alt  | 2020             |
| インディアンウェルズ     | 4R   | 2019             |
| マイアミ                 | SF   | 2019             |
| モンテカルロ             | 1R   | 2018, 2019, 2025 |
| マドリード               | SF   | 2018             |
| ローマ                   | SF   | 2020             |
| カナダ                   | SF   | 2017             |
| シンシナティ             | 3R   | 2018, 2022       |
| 上海                     | 2R   | 2019, 2024       |
| パリ                     | F    | 2019             |
| オリンピック             | A    | 出場なし         |
| デビスカップ             | W    | 2022             |
| ATPカップ                | W    | 2022             |
| Next Gen ATPファイナルズ | RR   | 2017             |